# Coop Butiker & Stormarknader
Coop Butiker & Stormarknader (ook wel: Coop Sverige) is een Zweedse supermarktketen, binnen het Kooperativa Förbundet, met verschillende supermarktformules in zijn beheer. De supermarktformules onder de noemer Coop zijn: Coop Konsum, Coop Forum, Coop Nära, Coop Extra, Coop Online, Coop daglivs en Coop Bygg.
Coop Konsum is de meest voorkomende formule, vooral in middelgrote plaatsen of in de wijkcentra van steden. Coop heeft de Konsum in 2001 met deze naam gelanceerd. Coop Extra is meestal iets groter dan de Konsum en heeft meer non-food producten in het assortiment. Coop Forum is de grootste variant en is vooral gevestigd in grote plaatsen, middelgrote en grote steden. Coop Nära is een formule die vooral gericht is op het lokale publiek. Deze formule is vooral te vinden in dorpen en als buurtwinkel in steden. De formule heeft een beperkt assortiment. Coop Online en Coop Daglivs zijn kleine formules, alleen te vinden rond Stockholm.
Coop Bygg is een bouwmarkt formule met 45 filialen door Zweden in 2008.